# Rivière Manouane (La Tuque)
Ne doit pas être confondu avec la rivière Manouane située dans le Saguenay–Lac-Saint-Jean (Québec).
Pour les articles homonymes, voir Manouane.
La rivière Manouane (en atikamekw : Manawan sipi) coule d'ouest en est en Haute-Mauricie, au nord-ouest de La Tuque, en la province de Québec, au Canada. Le cours de la rivière traverse les régions administratives de :
- Lanaudière (segment de 0,8 km) : dans le territoire non organisé de Baie-Obaoca, dans la MRC de Matawinie ;
- Mauricie (segment de 75,7 km) : dans le territoire de la ville de La Tuque.

Le bassin versant de la rivière est surtout forestier. Dès le milieu du XIXe siècle, la foresterie a été l'activité économique principale de ce bassin versant.
La partie inférieure de la rivière est accessible par la route 461 qui contourne le lac Bréhard, sur la rive sud-est de la rivière Manouane. Cette route remonte le bassin versant en se distançant de la rivière jusqu'à rejoindre le pont aménagé sur le barrage à l'embouchure du lac Châteauvert. Cette route continue alors sur la rive nord en contournant le lac Touridi, pour rejoindre le pont aménagé sur le barrage à l'embouchure du lac Manouane.

## Géographie

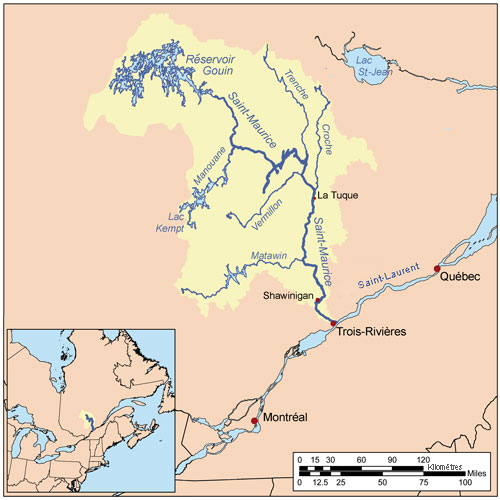
Bassin versant de la rivière Saint-Maurice.

La rivière Manouane est l'un des cinq principaux tributaires de la rivière Saint-Maurice. Elle s'abreuve de plusieurs grands plans d'eau, notamment les lacs Lac Châteauvert, Lac Manouane et Kempt.
À partir de la rive nord-est de la Baie Gavin (lac Kempt) situé dans le territoire non organisé de Baie-Obaoca, dans la MRC de Matawinie, dans la région administrative de Lanaudière, le cours de la rivière Manouane descend sur 76,5 km selon les segments suivants :

### Cours supérieur de la rivière Manouane
(segment de 45,0 km) :
- 0,8 km vers le nord-est, jusqu'à la limite du canton de Laliberté (La Tuque) ;
- 3,7 km vers le nord-est, jusqu'à la rive ouest du lac Manouane ;
- 8,4 km vers le nord-est, en traversant le lac Manouane, jusqu'à son embouchure ;
- 5,2 km vers le nord-est jusqu'au barrage où un pont routier est aménagé ;
- 3,8 km vers l'est, en dévalant plusieurs rapides et chûtes, jusqu'à la rive nord-ouest du lac Châteauvert ;
- 6,4 km vers le sud, puis vers le nord-est, dans le canton de Laliberté, en contournant une presqu'île qui s'avance vers le sud, en traversant la partie sud du  lac Châteauvert, jusqu'à la limite des cantons de Laliberté, d'Amyot et de Châteauvert ;
- 16,7 km vers le nord-est, en traversant la partie nord du lac Châteauvert, jusqu'au barrage érigé à son embouchure au nord-est. Cette partie du lac constitue la séparation entre le canton d'Amyot (à l'ouest) et le canton de Châteauvert (à l'Est).

### Cours inférieur de la rivière Manouane
(segment de 31,5 km) :
- 1,2 km vers le nord-est, jusqu'à la limite du canton de Dessane ;
- 4,9 km vers le nord dans le canton de Dessane, en formant un crochet vers l'est, jusqu'à la confluence du ruisseau La Tuque (venant du nord-ouest) ;
- 7,7 km vers le nord, puis en formant un grand S vers l'est, puis vers le nord-est, jusqu'au pied d'une série de rapides et de chutes ;
- 3,3 km vers le nord, jusqu'au ruisseau Montachingue (venant du sud) ;
- 2,0 km vers le nord-est, en traversant une zone de marais du côté sud de la rivière, jusqu'à la confluence de la rivière Blanche (La Tuque) (venant du nord-ouest) laquelle fait face à la confluence de la décharge du lac Bréhard (venant du sud) ;
- 0,8 km vers le nord, jusqu'au pont du chemin de fer du Canadien National ;
- 0,8 km vers le nord-est, jusqu'à la confluence de la rivière[2].

La rivière Blanche (coulant vers le nord-est, puis nord-sud à la fin de son parcours) constitue le principal tributaire de la rivière Manouane ; elle se décharge par la rive gauche à 1,6 km de l'embouchure de la rivière Manouane. Le bassin versant de la rivière Blanche couvre le territoire au nord du bassin de la rivière Manouane.
La rivière Manouane se décharge en face du village de Wemotaci, situé à environ 115 km au nord de La Tuque, en Haute-Mauricie. L'embouchure de la rivière Manouane est située entre le barrage de la chute Allard et le barrage Gouin (tête de la rivière Saint-Maurice). Cette confluence est située à :
- 57,2 km au sud du barrage Gouin ;
- 94 km au nord-ouest du centre-ville de La Tuque.

## Toponymie
Le toponyme rivière Manouane qui est d'origine amérindien a été inscrit officiellement le 5 décembre 1968 à la Banque des noms de lieux de la Commission de toponymie du Québec.